# Jakszynskaja (rejon kiczmiengsko-gorodiecki)
Jakszynskaja (ros. Якшинская) – wieś w Rosji, w rejonie kiczmiengsko-gorodieckim obwodu wołogodzkiego. W 2010 r. liczyła 50 mieszkańców.